# Gruhn (Hugo)
Gruhn is een Duits historisch merk van motorfietsen.
De bedrijfsnaam was: Hugo Gruhn, Berlin.
Hugo Gruhn was een concurrent van zijn broer Richard. De motorfietsen van Hugo hadden vooral 198cc-Alba-inbouwmotoren.
Hugo Gruhn begon al snel na de Eerste Wereldoorlog met de productie van motorfietsen. In 1920 leverde hij zijn eerste motorfietsen. In de volgende jaren, met name in 1923, ontstonden nog veel meer (honderden) kleine Duitse merken en de concurrentie werd zeer groot. Dergelijke kleine merken konden geen dealernetwerk opbouwen en waren afhankelijk van klanten in de regio, maar in Berlijn bestonden tientallen motorfietsmerkjes. In 1925 gingen er ruim 150 dicht, Hugo Gruhn wist zijn productie nog tot 1926 vol te houden, maar stopte toen ook.
- Hugo Gruhns broer Richard maakte motorfietsen onder dezelfde merknaam, zie Gruhn (Richard)
- Kennelijk was er echt sprake van concurrentie, want Hugo Gruhn gebruikte de inbouwmotoren van zijn eigen broer liever niet. Hoe het dan met de rechten op de merknaam zat is niet bekend.